# Raión de Loyew
Loyew (en bielorruso: Лоеўскі раён) es un raión o distrito de Bielorrusia, en la provincia (óblast) de Gómel.
Comprende una superficie de 1045 km². Su capital es Loyeu.

## Demografía
Según estimación 2010 contaba con una población total de 14346 habitantes.

## Subdivisiones
Comprende el asentamiento de tipo urbano de Loyeu (la capital) y los siguientes siete consejos rurales:
- Byvalki
- Kárpauka
- Kaupén
- Malínauka
- Ruchayouka
- Strádubka
- Ubórak